# Cultura de Indonesia

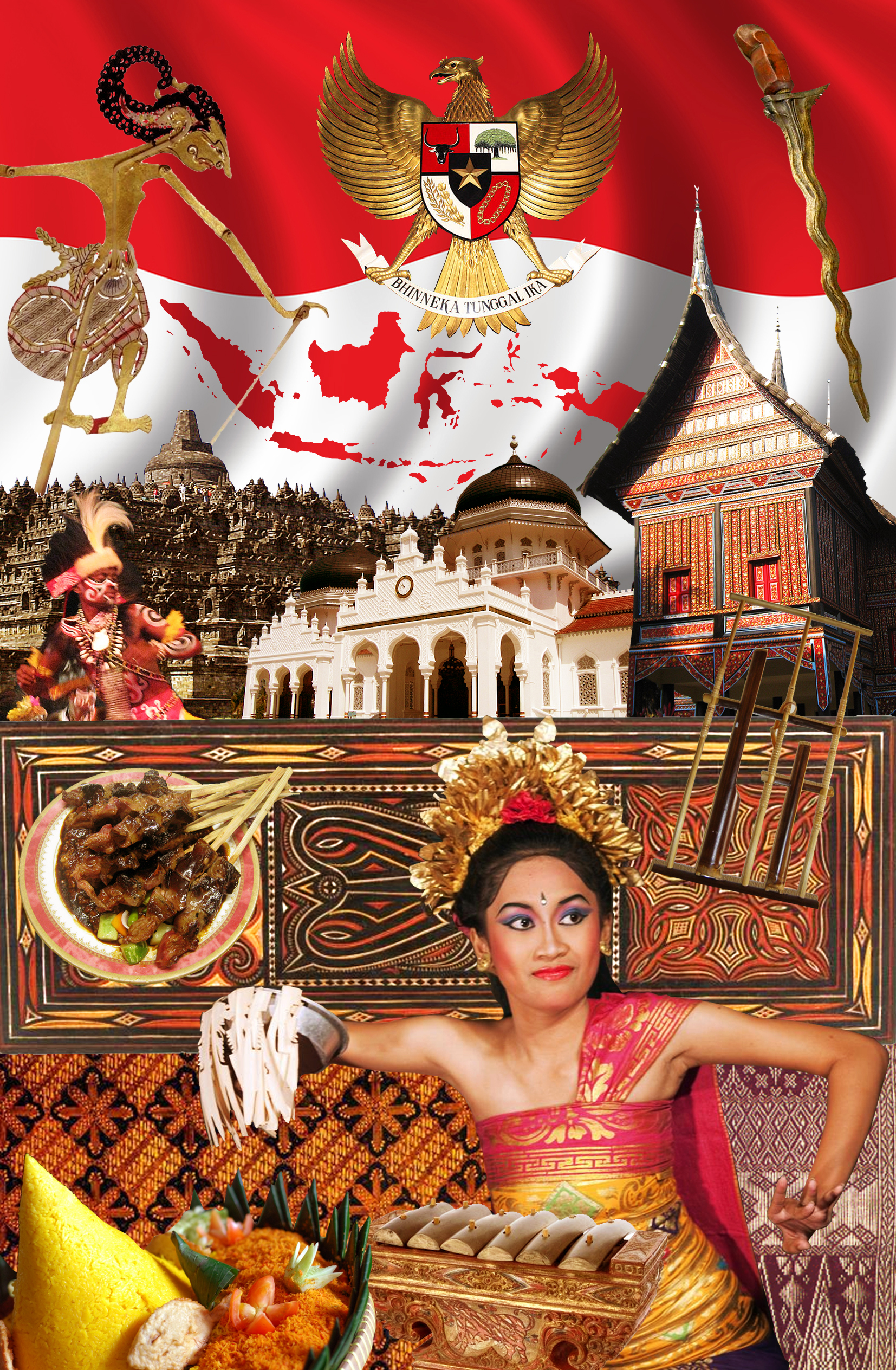
Cultura de Indonesia

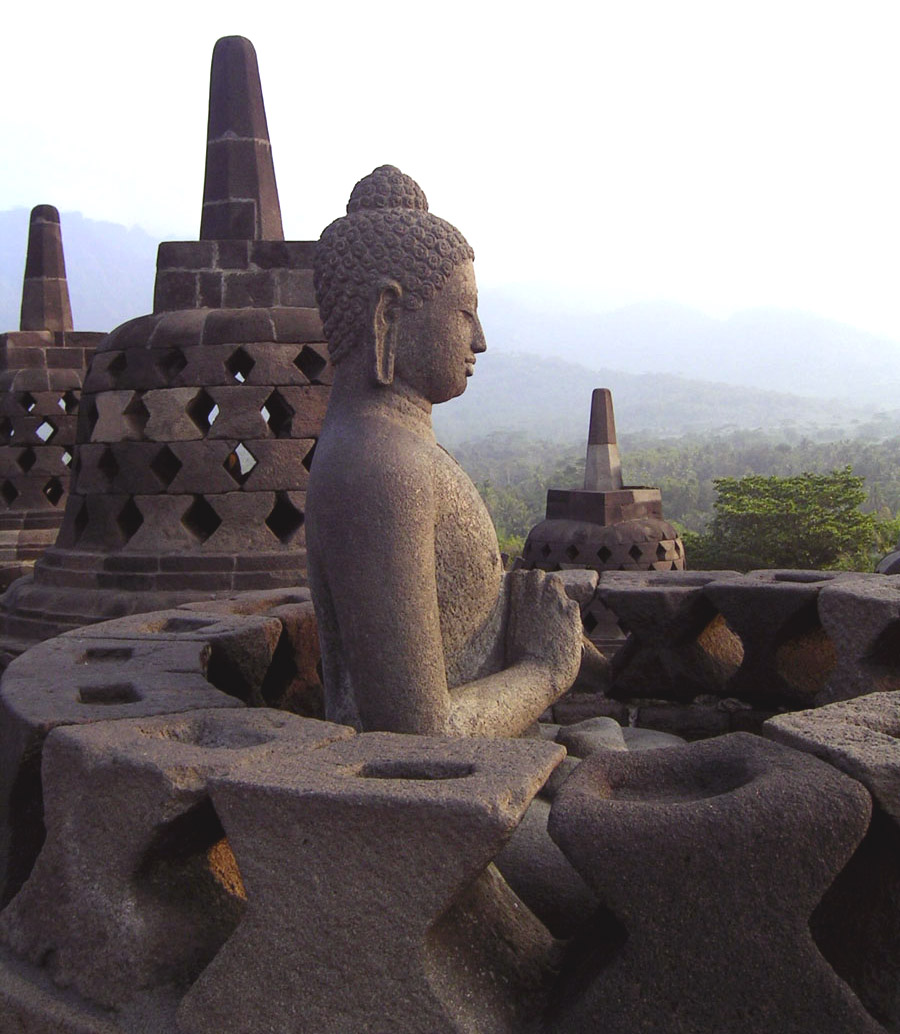
Borobudur

La cultura de indonesia es el resultado de la mezcla de diferentes civilizaciones. Siendo hoy en día un país islámico, las creencias autóctonas, el hinduismo y el budismo de la India ejercieron una profunda influencia y han dejado una importante huella en la arquitectura y escultura del país. Las islas también han sentido la influencia de las culturas polinesia y de Asia Sudoriental, así como la de chinos y neerlandeses. La influencia árabe empezó a cobrar más importancia a partir del siglo XIII, sobre todo a través de las enseñanzas del islam. 
En Indonesia hay aproximadamente 20 bibliotecas de gran importancia que se hallan sobre todo en las ciudades de Bandung, Bogor, Yakarta y Yogyakarta. En Yakarta se encuentran los archivos nacionales y la Biblioteca del Museo Nacional (360.000 volúmenes), así como la Biblioteca Nacional (750.000 volúmenes), que alberga varias colecciones especiales. El Museo de Bali está situado en Denpasar.

## Religión y lenguas oficiales y habladas
La Constitución de Indonesia garantiza la religión, siempre que sea una de las cinco religiones oficiales[cita requerida] (Islam, Catolicismo, Protestantismo, Budismo, Hinduismo) y bajo el credo de Pancasila entre otras cosas, defiende por igual y da el mismo trato a todas las creencias.[cita requerida]
El islam en sus diferentes manifestaciones es la fe de aproximadamente el 88% de la población. Entre los demás grupos religiosos se pueden señalar la presencia de más de 17 millones de cristianos, sobre todo protestantes, y más de 1,5 millones de budistas, la mayoría de origen chino. El hinduismo, que en el pasado tuvo una gran importancia, está confinado a la isla de Bali y algún punto remoto del este de Java.
El islam en Indonesia es similar al islam en los países árabes. Los indonesios son un pueblo extremadamente abierto y pacífico, con una base hindú y budista muy sólida por la cual se acogió el islam hace cinco siglos. 
En general, existe respeto y tolerancia entre aquellos que profesan religiones distintas, aunque en momentos puntuales, siempre motivados políticamente, ha habido enfrentamientos entre musulmanes y cristianos (Célebes central, Molucas). 
En las islas de Java y Sumatra predomina el islam, donde viven casi 200 millones de personas. Bali, por su parte, es el último lugar donde se practica el hinduismo, y en el Este de Indonesia (Flores, Timor, Molucas, Célebes Septentrional) encontramos cristianismo (católicos y protestantes); en estas provincias viven entre 15 y 20 millones de personas.
En Indonesia se hablan más de 100 idiomas, pero la lengua oficial y más hablada es el Bahasa Indonesia. De origen malayo, fue durante mucho tiempo la lengua de los comerciantes de las ciudades costeras, y posee elementos del chino, del indio, del neerlandés y del inglés.

## Educación
Según la legislación indonesia, la enseñanza es obligatoria desde los seis años. El sistema de enseñanza del país sigue el sistema neerlandés con un programa de enseñanza secundaria dividido en matemáticas, lenguaje y ciencias económicas. Aproximadamente el 74% de los indonesios de 15 años o más saben leer y escribir.
A finales de la década de 1980, 26,7 millones de niños indonesios asistieron a escuelas primarias públicas y más de 8,9 millones de estudiantes se inscribieron en institutos de enseñanza secundaria. Además, más de 1,4 millones de estudiantes indonesios acudieron a escuelas de formación del profesorado.
A finales de la década de 1980, acudieron a las instituciones de educación superior casi 1,2 millones de estudiantes por año. Las instituciones con mayor número de alumnos son la Universidad de Indonesia (1950) en Yakarta, la Universidad Estatal de Pajajaran (1957) en Bandung y la Universidad Gajah Mada (1949) en Yogyakarta. Para el año académico de 2008/2009, el Ministerio de Educación Nacional otorgará a 1000 personas a participar en Beca Regular, y Short Course (curso corto). Los programas serán otorgados por el Gobierno de la República de Indonesia para estudiantes extranjeros que tengan interés en estudiar arte, danza típica, música tradicional, idioma Indonesio (bahasa Indonesia) y dialectos Indonesios en 54 universidades y colegios en Indonesia.

## Medios de comunicación
A finales de los años ochenta, funcionaban en Indonesia más de 890.000 teléfonos. La emisora estatal, Radio Republic Indonesia, opera en 49 estaciones que llegan a unos 32,8 millones de oyentes.
Un sistema de transmisión de televisión, controlado por el Estado, que comenzó a funcionar en 1962, se estima que llega a unos 7,1 millones de televidentes; la difusión de la televisión comercial privada se inició en 1989. 
Los principales periódicos de gran difusión de Indonesia son The Jakarta Post, Kompas, Pos Kota y Berita Buana, y la revista crítica Tempo, todos publicados en Yakarta.

## Música

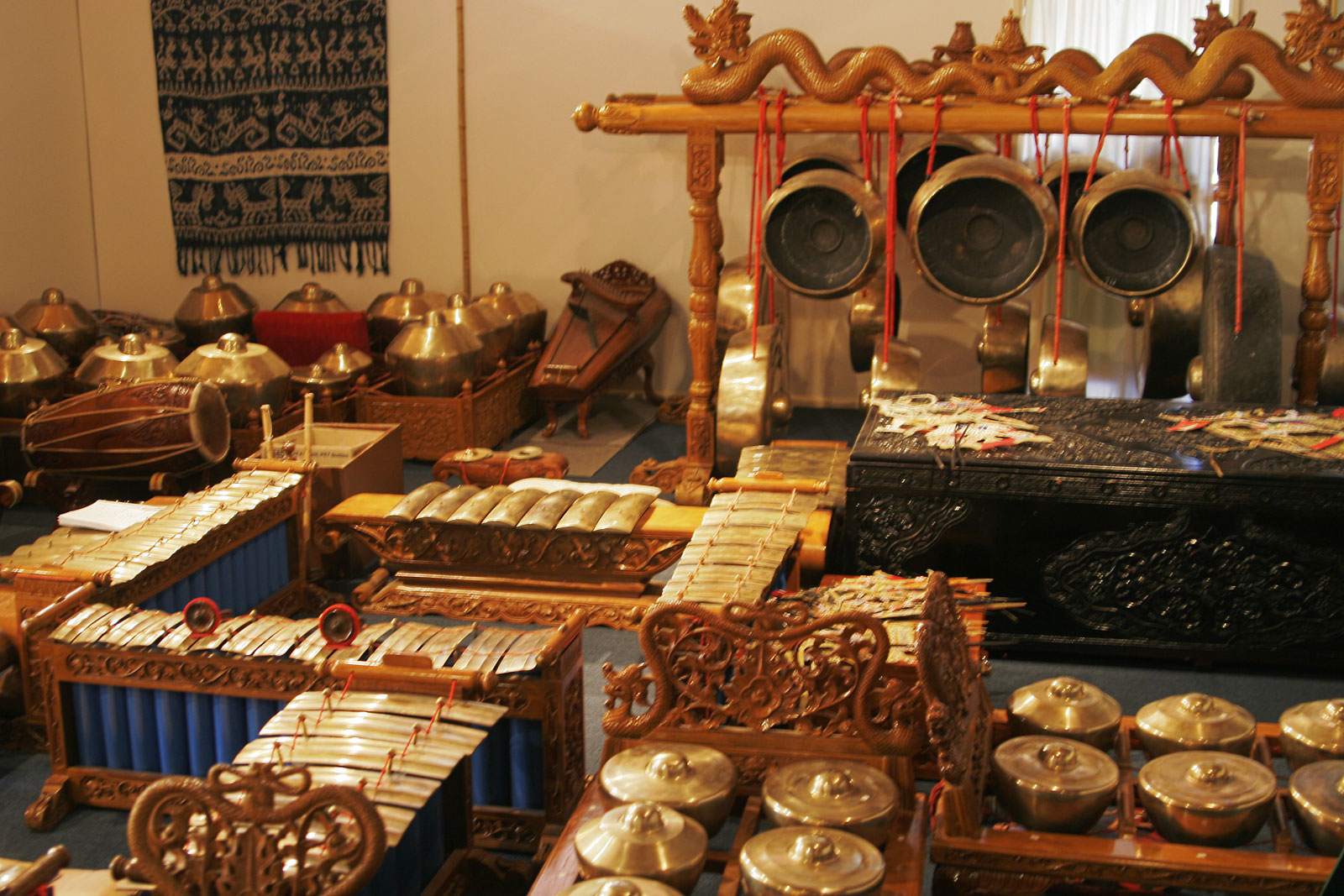
Gamelan.

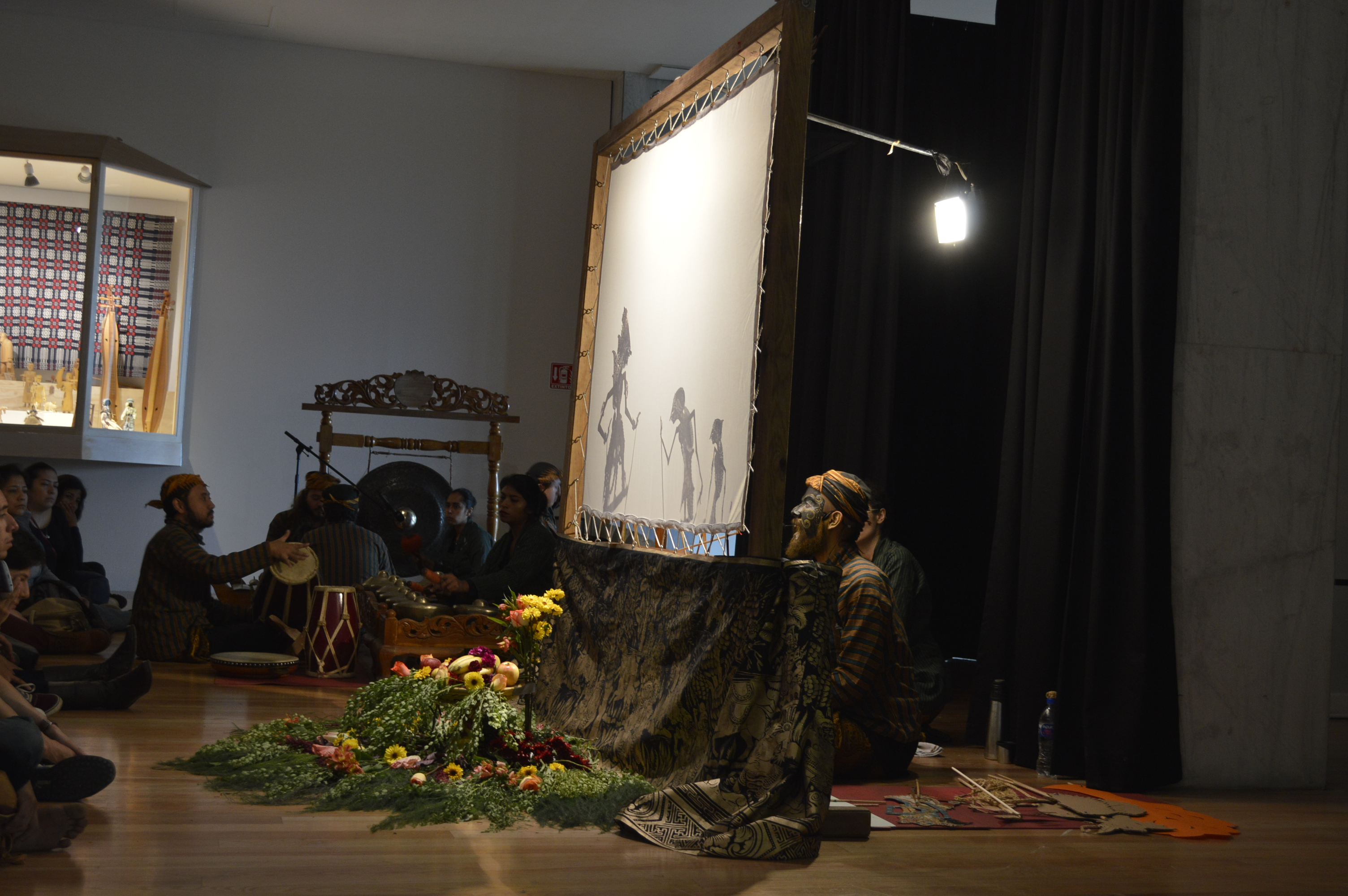
Wayang kulit grupo Indra Swara en el Centro Cultural Universitario Tlatelolco, UNAM, Ciudad de México.

El archipiélago cultural de Indonesia abarca 18.000 islas, con su propia historia única y distintos temperamentos culturales y artísticos. Esta diversidad en la fibra moral de las numerosas islas ha dado a luz a los centenares de diversas formas de música, que se acompañan a menudo de danza y teatro. Para saber más sobre la música y para bailar en Indonesia, es importante entender las varias influencias culturales que han formado finalmente el país.
Si bien en sus orígenes fue influida por los sistemas musicales de China, India e Indochina, su evolución es independiente y totalmente diferenciada. La música de Indonesia no tiene sentido separada de la poesía o la danza y es, en general, de carácter mágico y religioso, tomando formas de representación teatral. La unidad de ejecución es el gamelan, orquesta formada por instrumentos diversos según las distintas variedades. La música de Indonesia comprende tres sectores: Java, Bali e islas periféricas.
La música de Java, Sumatra, Bali, Flores y otras islas ha fascinado a muchos. El "estallido" de la música tradicional en el curso de la música popular indonesia y de la música Se basaron en la forma de música de danza que ha sido popular desde mediados de los años setenta. El Qasidah moderno, es una forma de poesía religiosa acompañada por cantos y la percusión y es muy popular entre las audiencias del "estallido".El baile en Indonesia se realiza como en la mayor parte de los artes de ejecución del Oriente. La danza en Indonesia se cree que pudo haber comenzado como una forma de adoración religiosa. Hoy, aunque las influencias modernas continúan entrando calladamente, las viejas tradiciones de la danza y el drama todavía están bien resguardadas. Se están preservando por muchas organizaciones gubernamentaleso o academias de arte y escuelas de danza supervisadas, aparte de las que prosperan en las cortes. En tiempos pretéritos estas manifestaciones musicales fueron realizadas en las cortes reales para entretener, sin embargo, ahora estas danzas han alcanzado a amplios estratos populares de las cortes incluidas, y han incorporado una forma más espontánea de expresión.
Java: La música javanesa conoce dos sistemas de afinación principales, el slendro (pentatónico) y el pelog (heptatónico); de ellos derivan todos los actuales. A cada sistema de afinación corresponde un sistema de representación teatral basado en representaciones con actores o con marionetas y, según cuál sea el estilo, sobre ciclos del Ramayana y Mahabaratha o sobre ciclos autóctonos javaneses. Entre los instrumentos javaneses se pueden mencionar el gambang kayu, especie de xilofón, el bonag panerus, formado por una doble fila de tubos, el ageng, un tipo de gong, etc. Cada uno de ellos tiene una función definida dentro del gamelan y en relación con el estilo y escala escogidos. El canto tiene gran importancia, ya que la poesía se canta siempre y no se recita. Existen gran variedad de formas vocales y de metros. El número de versos, su metro y la vocal final de verso están prescritos rigurosamente. Una variedad del gamelan es el kowangan de los pastores de las montañas, que utiliza instrumentos de cuerda, tamboriles e instrumentos de bambú.
Bali: El sistema musical de Bali es, en cuanto a lo que a instrumental y sistemas de afinación se refiere, similar al javanés, pero desde el punto de vista del carácter es fundamentalmente distinto. La base de la música balinesa la dan fuertes contrastes dinámicos y de tempos, una gran espectacularidad y una riqueza ornamental que contrasta con la severidad normativa de la música javanesa. La diferencia originaria estriba en que mientras la música de Java fue una música de corte, o al menos favorecida por las bussy. Modernamente, otros músicos occidentales se han acercado a la música de Bali.
Islas periféricas. Están influidas por la música de Java y Bali así como por la de culturas no indonésicas. La influencia balinesa es más importante en las islas de la Sonda, especialmente en Lombok. Las islas Célebes cuentan con cantos heroicos autóctonos acompañados por el keso-keso, especie de laúd. Borneo pertenece al área de influencia javanesa, salvo en el interior, donde existen cantos autóctonos y un interesante órgano de boca, llamado kledi, originario de Indochina. Por el contrario, la isla de Sumatra mezcla la influencia puramente indonésica con la del mundo islámico. La música de Sumatra muestra influencias arábigas y aun persas, existiendo en ella algunas especialidades instrumentales como el bangsi, especie de flauta, el serunai, especie de oboe, y el gambus, laúd de siete cuerdas.